# Stazione di Terno
La stazione di Terno è una stazione ferroviaria posta lungo la linea Seregno-Bergamo, a servizio del centro abitato di Terno d'Isola.

## Storia
Il 25 maggio 1961 venne trasformata da stazione ad assuntoria; successivamente tornò ad essere stazione.

## Strutture e impianti
La stazione conta due marciapiedi, posti lateralmente ai due binari di corsa.
Il binario 1 viene utilizzato solamente in caso di alto traffico della linea ferroviaria, mentre il binario 2 viene utilizzato per il movimento passeggeri proveniente da entrambe le direzioni.
È presente un fabbricato viaggiatori composto da 2 piani; il primo piano è inutilizzato mentre al piano terra è presente la sala d'attesa.
Il fabbricato comprende inoltre una seconda struttura (posta di fianco alla principale) nella quale era situato il bar della stazione, oggi chiuso, che offriva anche il servizio di vendita biglietti e abbonamenti.
A servizio della stazione è presente un parcheggio di fronte all'ingresso.

## Movimento
La stazione è servita dai treni regionali di Trenord della relazione Milano-Carnate-Bergamo, cadenzati a frequenza oraria (semioraria nelle ore di punta).
Al 2007, l'impianto risultava frequentato da un traffico giornaliero medio di 834 persone.

## Servizi
La stazione è classificata da RFI nella categoria silver.
- Sala d'attesa
- Servizi igienici